# Circuito della Superba
Il circuito della Superba è il tracciato cittadino di Genova ove, dal 1937 al 1961, si sono svolte numerose competizioni nazionali ed internazionali di automobilismo e motociclismo, in alcune edizioni anche assumendo la denominazione di Trofeo del Mare.

## Descrizione
Un circuito cittadino a Genova, come in altre città italiane, era stato ipotizzato fino dalla fine degli anni venti, ma l'inadeguatezza delle strade e le difficoltà organizzative fecero rimandare il progetto di alcuni anni, fino al 1934, quando le vie in fase di ampliamento e la sistemazione del fondo stradale resero realizzabile l'idea, tanto che nel 1935 venne varata l'organizzazione del "1° Circuito automobilistico della Superba", prova valevole per il campionato italiano assoluto di velocità.
Un primo progetto preliminare prevedeva un circuito lungo e vario di 4.384 m, modificato poi nel più semplice ma spettacolare circuito definitivo di 3.036 m, che era sostanzialmente costituito dalle due carreggiate del lungomare Corso Italia, da percorrersi in senso orario, con i due tornanti di ritorno all'altezza di Boccadasse e di San Giuliano e con una variante a monte nella via Nazario Sauro.

### La 1ª edizione
La prima competizione avrebbe dovuto tenersi nell'ottobre del 1935, ma il R.A.C.I. si vide costretto a sospenderla, a soli tre giorni dalle prove ufficiali, a causa delle sanzioni economiche. Il progetto però non morì e verso la fine del 1936 venne riproposto ufficialmente, arrivando all'aprile del 1937 con l'annuncio definitivo che le competizioni per il "1° Circuito della Superba" si sarebbero tenute nell'ultima settimana di maggio: il 27 con gara di motociclismo e il 30 con quella automobilistica, in concomitanza con il VI Internationales AVUS Rennen.
Corsero voci che non si trattasse di una coincidenza, ma che la data della gara per le quattro ruote, dietro pressanti richieste dell'Alfa Romeo, fosse stata imposta dal regime allo scopo di offrire una facile vittoria alla Scuderia Ferrari, controbilanciando l'assenza di risultati all'AVUS, largamente prevedibile data l'enorme superiorità delle Mercedes e Auto Union che, durante il lustro precedente la seconda guerra mondiale, dominavano incontrastate sui circuiti europei.
Trattandosi di un circuito cittadino, su strade normalmente aperte al traffico, l'organizzazione, le modifiche e le strutture furono notevoli. Vennero installate cinque tribune per un totale di 1200 posti, più altre due, una per i giornalisti con 45 postazioni e una per i cronometristi. Tra queste vi erano tre cabine acusticamente isolate, una per il servizio telefonico del circuito, che comprendeva cinque postazioni periferiche connesse con 4000 metri di cablaggio, il tutto approntato da un reparto specializzato del Regio Esercito, una per la postazione telefonica collegata alla rete urbana e interurbana, ed una per la postazione microfonica collegata a 43 altoparlanti disposti lungo il circuito.
Tre grandi tabelloni segnalavano ogni cinque giri le posizioni e i tempi dei primi cinque concorrenti. Quelli che oggi chiameremmo box erano venti "stalli di rifornimento", ricavati tra le ampie aiuole divisorie del corso.
A protezione del pubblico e per la sicurezza dei piloti furono realizzate barriere in balle di paglia e sacchi di sabbia, utilizzando più di 1.200 quintali di paglia e 6000 sacchi di sabbia, ovvero, come riportano le cronache dell'epoca, «il carico di un treno di 24 vagoni».
La competizione si svolse nell'arco di tre giorni, due di prove ufficiali il venerdì e il sabato, e la domenica di gara, e suddivisa in due classi, una fino a 1500 cm³ ed una oltre 1500 cm³. Alla classe inferiore si iscrissero 19 vetture, ma solo 11 presero il via, venendo a mancare tra le altre due Maserati che non giunsero in tempo dalla fabbrica. La classe venne vinta da Aldo Marazza su Maserati 6CM, che con una serie di giri veloci ad una media di oltre 93 km/h, notevole per la cilindrata, al 27º giro, dopo una serrata lotta con Vittorio Belmondo, conquistò la prima posizione mantenendola incontrastato fino all'arrivo.
Alla classe superiore si iscrissero 12 equipaggi con automobili e piloti italiani. I piloti di punta della Alfa Romeo, Nuvolari, Farina e Brivio, oltre allo stesso Enzo Ferrari, non poterono presenziare in quanto impegnati all'AVUS. Attese protagoniste furono così le Alfa Romeo 12 cilindri della Scuderia Ferrari, in particolare quelle dei piloti Carlo Felice Trossi, Clemente Biondetti, Mario Tadini ed Emilio Villoresi. Con i tempi realizzati nelle prove del venerdì, non migliorati il sabato, a medie oltre i 100 km/h, queste vetture si aggiudicarono la prima fila con Biondetti, Trossi e Tadini. La gara, di 50 giri, fu vinta da Trossi in 1h, 32' e 27" alla media di 98,51 km/h su Alfa Romeo 12C-36 della Scuderia Ferrari, la quale si aggiudicò il podio completo con il 2º posto di Tadini e il 3º di Villoresi, mentre Biondetti, inizialmente in testa, fu costretto al ritiro al 26º giro per la rottura del differenziale.
Di alto spessore sportivo fu anche l'inaugurale Gran Premio motociclistico del 27 maggio, sia per la caratura dei piloti che per il livello delle macchine. In particolare, l'interesse del pubblico e della stampa era rivolto alla classe regina, dove si preannunciava il serrato confronto tecnico, da considerarsi di livello mondiale, fra la Moto Guzzi Bicilindrica e la futuristica "Rondine-4C", da poche settimane in versione Gilera, dopo la liquidazione della CNA.
La gara si svolse sulla distanza di 57 giri e, come si usava a quel tempo, con la partecipazione mista delle classi 500, 350 e 250, ma con classifiche separate. L'asso inglese Stanley Woods vinse nella "250" su Moto Guzzi Albatros, davanti ai compagni di marca Nello Pagani e Raffaele Alberti. La "350" fu conquistata da Amilcare Rossetti su Norton 350 ES2 che, tuttavia, arrivò su traguardo con tre minuti di ritardo rispetto a Woods. La gara della "500" fu caratterizzata da una lotta acerrima tra la Gilera di Giordano Aldrighetti e le Moto Guzzi di Omobono Tenni e Guglielmo Sandri, grandi favoriti della gara. A sorpresa, davanti al compagno di scuderia Tenni e Guido Cerato su Bianchi 500 Bialbero, la spuntò Aldo Pigorini che portò al traguardo la sua Moto Guzzi 500 Bicilindrica in 2h 16' 23" e 3 decimi, alla media di 110,142 km/h.
Per l'impegno organizzativo, il successo di pubblico e la partecipazione di macchine e piloti di alto livello, si pensò con certezza a immediate successive edizioni, ma a causa degli eventi bellici incombenti si disputò solo il 2° circuito motociclistico, il 26 maggio 1940, a pochi giorni dall'entrata in guerra, e sul circuito genovese non si corse più fino al 1946.

## Il dopoguerra
Le competizioni ripresero con il 3° Circuito motociclistico della Superba disputatosi l'8 settembre 1946, seguito dal 2° Circuito automobilistico del 15 settembre. Il percorso venne modificato, abolendo la variante di via Nazario Sauro e allungandolo a 4.620 m lungo tutto il corso Italia fino alla zona Foce, con un tornante di ritorno all'altezza della Via Casaregis e venne invertita la direzione di percorrenza in senso antiorario.
Per le auto vennero corse quattro gare distinte, una per ogni classe della categoria nazionale sport: 750 cm³, 1100 cm³, 1500 cm³ e la classe oltre 1500 cm³ che vide vittorioso Pasquale Ermini su Alfa Romeo.